# Famille de Rémerville
Les "Rémerville" ou "De Rémerville" ou encore "De Remerveilhe" constituent une famille d'origine Lorraine, partie s'installer dans le sud à Apt, mais aussi sur Gap et Sault.
Ils font partie de la noblesse du Comtat-Venaissin, et de la Provence.
On peut y noter : 
- Jean Guillaume, père de Guillaume de Rémerville.
- Guillaume de Rémerville, (Guillaume Ier), né en Lorraine et marié à Apt en Provence en 1484, semble être le premier à partir dans le sud.
- Pierre, fils de Guillaume II, et petit-fils de Guillaume Ier, marié à Gap en 1591.
- Joseph-François de Rémerville de Saint-Quentin, auteur en 1690 de ce que l'on appelle le "Nobiliaire" de la ville d'Apt.

## Armoiries
"coupé, au I d'argent à un lion de sable, armé et lampassé de gueules ; au II d'azur fretté d'or."